# Rudy Keunen
Rudolph Bernard (Rudy) Keunen (Eindhoven, 13 november 1921 - aldaar, 12 november 1996) was een Nederlands ondernemer.
Keunen doorliep het gymnasium alpha aan het Aloysius College in Den Haag en volgde vanaf 1944 de Officiersopleiding aan de Royal Military Academy Sandhurst in Engeland. In 1947 werd hij uitgezonden als kapitein van de Expeditionaire Macht naar Nederlands-Indië, waar hij tijdens de tweede politionele acties in 1948 in een hinderlaag zwaargewond raakte.
Keunen was vanaf 1949 directeur van Keunen Bros Ltd. en tussen 1950 en 1981 firmant van de Koninklijke Lederfabriek Gebroeders Keunen, het bedrijf dat door zijn overgrootvader Henri Keunen in 1828 was opgericht. Hij en zijn broer Robert Keunen waren de laatste Keunens die actief waren in de Eindhovense lederindustrie.
Keunen was voorzitter van het Bedrijfschap voor de lederindustrie (1973-1978) en bij Koninklijk Besluit benoemd als lid van de Raad van Beroep in Eindhoven. Vele jaren was hij Kapitein van de Ridderlijke Gilde van Sint-Sebastiaan in Eindhoven en op provinciaal niveau actief voor het Rode Kruis. Voor zijn werkzaamheden kreeg hij het Kruis van Verdienste van het Nederlandse Rode Kruis, het Ereteken voor Orde en Vrede, met de gespen, en het Draaginsigne Gewonden, met de tekst  Vulneratus nec victus.
Keunen trouwde in 1950 met Beatrix Iréne Hedwig Thérèse Finály (1925-1999) en kreeg vier kinderen, waaronder oogarts en Eerste Kamerlid Jan Keunen.